# 久我通村
久我 通村（こが みちむら）は、鎌倉時代後期の公卿。内大臣・久我通基の二男。母は嫡兄・通雄と同じ姉小路顕朝の娘か。官位は従三位・左中将。

## 経歴
以下、『公卿補任』と『尊卑分脈』の内容に従って記述する。
- 文永2年（1265年）1月5日、叙爵。
- 文永4年（1267年）11月8日、侍従に任ぜられる。
- 文永5年（1268年）1月29日、従五位上に昇叙。
- 永8年（1271年）1月5日、正五位下に昇叙。
- 永9年（1272年）1月5日、従四位下に昇叙。
- 弘安2年（1279年）1月5日、従四位上に昇叙。4月17日、右少将に任ぜられる。
- 弘安3年（1280年）3月12日、加賀介を兼ねる。12月12日、右中将に転任。
- 弘安6年（1283年）1月5日、正四位下に昇叙。
- 正安元年（1299年）12月17日、従三位に叙せられる。
- 延慶元年（1308年）11月19日、父・通基の喪に服す。
- 正和元年（1312年）2月、左中将を止められる。
- 正和3年（1314年）4月、卒去。